# Toppmannsbach
Der Toppmannsbach ist ein 2,1 km langes orografisch rechtes Nebengewässer des Reiherbaches in Nordrhein-Westfalen, Deutschland.

## Flussverlauf
Der Toppmannsbach entspringt unterhalb der Klashofsiedlung im zum Bielefelder Stadtbezirk Senne gehörenden Ortsteil Windelsbleiche und fließt der Abflachung des Teutoburger Waldes folgend in südwestliche Richtung ab. Nachdem das Gewässer den Ort durchflossen hat, erreicht es das private Naturreservat Rieselfelder Windel und durchzieht dieses Gebiet im nördlichen Bereich. Westlich der Rieselfelder und nördlich des ebenfalls zu Senne gehörenden Ortsteils Windflöte mündet der Toppmannsbach schließlich in den Reiherbach. Dabei bildet er die Grenze der benachbarten Naturschutzgebiete Schwarzes Venn sowie Reiher- und Röhrbach.
Das Gewässer überwindet während seiner Fließstrecke einen Höhenunterschied von 18 Metern, somit ergibt sich ein mittleres Sohlgefälle von 8,6 ‰.

## Charakteristik
Der Toppmannsbach weist ein für die Sennebäche typisches Sandbett auf und fällt vor allem im Oberlauf zeitweilig trocken. Im Bereich der Rieselfelder Windel war die Wasserqualität des Baches, als die Fläche noch zur Abwasserreinigung
der Textilfirma Windel genutzt wurde, bis in die 1990er Jahre hinein in einem sehr schlechten Zustand, hat sich jedoch seit der Stilllegung der nördlichen Rieselfeldbereiche
wieder verbessert. Dennoch gilt laut dem Gewässergütebericht aus dem Jahr 2008 weiterhin die Gewässergüteklasse II-III und somit die Einstufung "kritisch belastet".